# Maestro de los animales

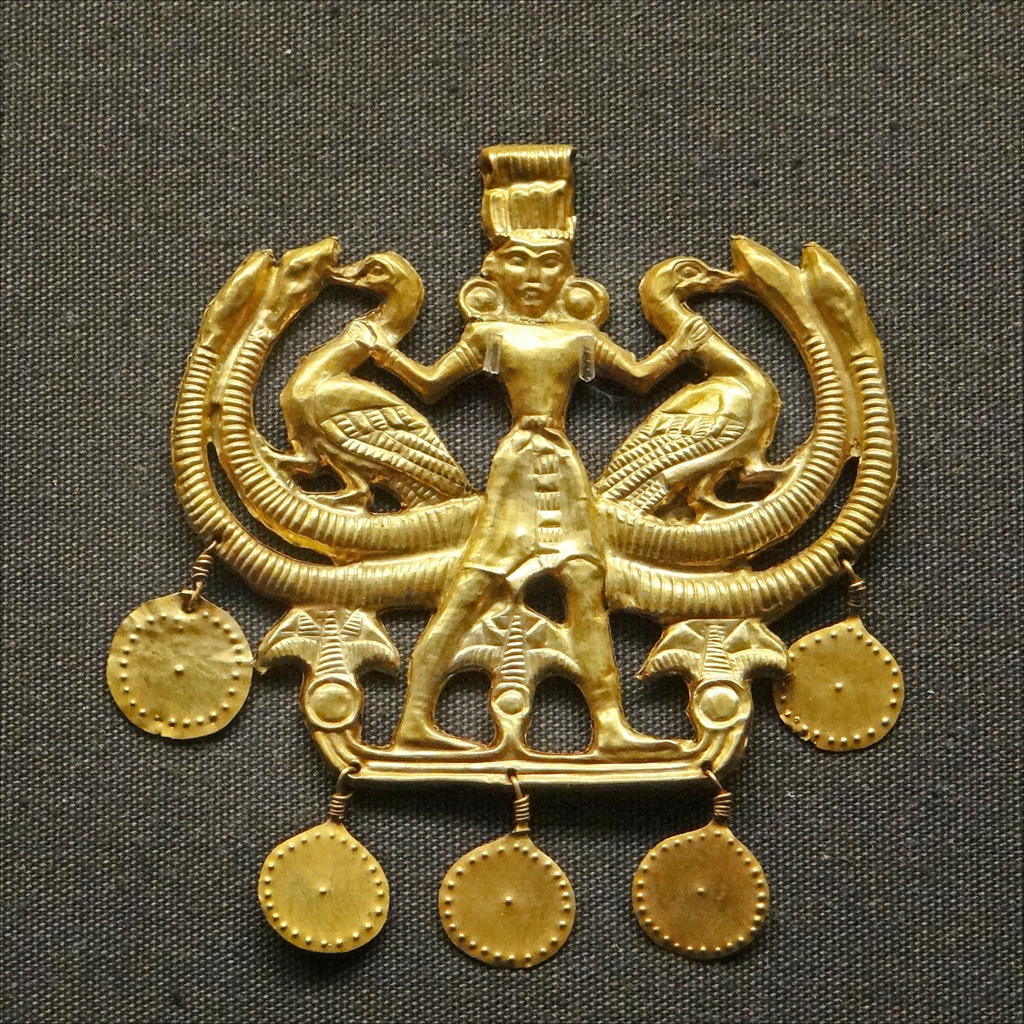
Colgante de oro egipcio que muestra al Señor de los Animales, minoico, 1700-1500 a. C. Tesoro de Egina. (Museo Británico)

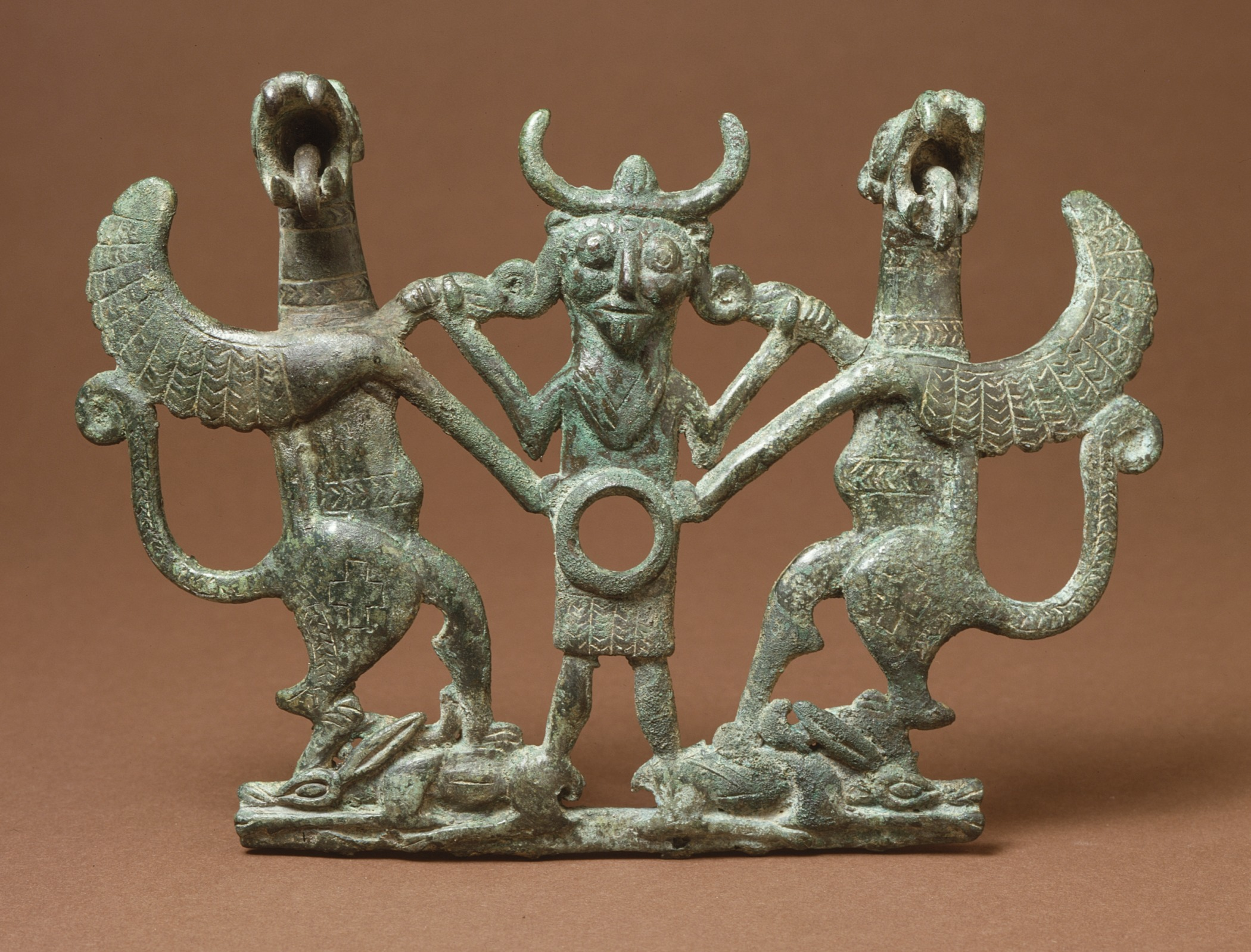
Carrillera de bronce de Luristán con motivo de "Maestro de los animales", alrededor del 700 a. C.

El maestro, señor o amo de los animales es un motivo en el arte antiguo que muestra a un humano entre dos animales enfrentados y agarrándolos. Está muy extendido en el arte del Antiguo Oriente Próximo y Egipto. La figura es normalmente masculina, pero no siempre, los animales pueden ser realistas o fantásticos, y la figura puede tener elementos animales como cuernos o la parte superior del cuerpo de un animal. A menos que se le muestre con atributos divinos específicos, normalmente se le describe como un héroe, aunque lo que el motivo representó para las culturas que crearon las obras probablemente varía mucho. El motivo es tan extenso y visualmente efectivo que muchas representaciones probablemente fueron concebidas como decoración con solo un significado vago adjunto a ellas. El maestro de los animales es el motivo favorito de los sellos oficiales aqueménidas, pero las figuras en estos casos deben entenderse como referidas al rey.
La figura humana puede estar de pie, encontrada en el IV milenio antes de Cristo, o arrodillada sobre una rodilla, estos últimos encontrados en el tercer milenio antes de Cristo. Por lo general, se muestran mirando de frente, pero en piezas asirias generalmente se muestran de lado. A veces, los animales están claramente vivos, ya sean bastante pasivos y domesticados, o todavía luchan o atacan. En otras piezas pueden representar la presa de un cazador muerto.
Otras representaciones asociadas muestran una figura que controla o "domestica" a un solo animal, generalmente a la derecha de la figura. Pero las muchas representaciones de héroes o reyes matando a un animal se distinguen de estas.
Potnia Theron, una frase usada por Homero que significa "Señora de los Animales" se usa para las primeras representaciones griegas de diosas, generalmente Artemisa, sosteniendo animales.

## Arte

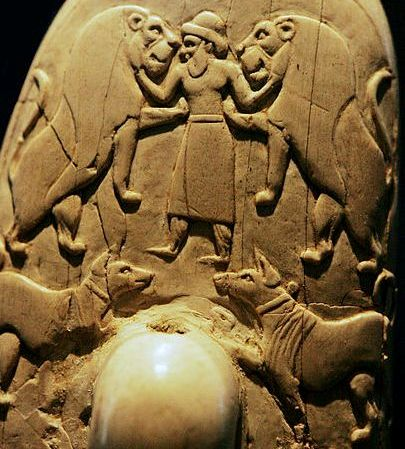
Cuchillo de Gebel el-Arak (c. 3450 a. C.). Naqada II, Egipto.

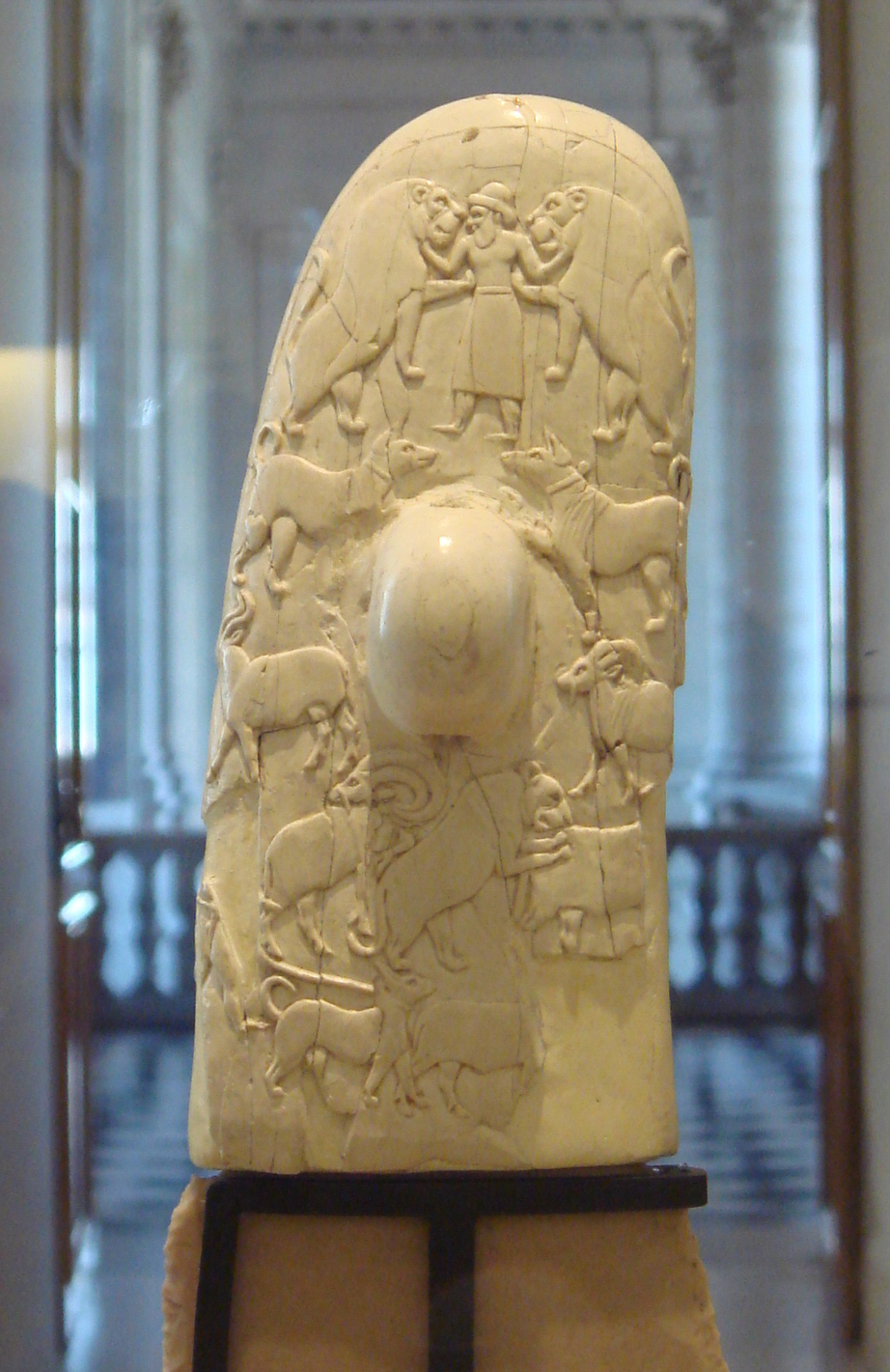
Mango de marfil del cuchillo de Gebel el-Arak (vista frontal).

La representación más antigua conocida de un maestro de los animales aparece en sellos del período de El Obeid en Mesopotamia. El motivo aparece en un sello de terracota de Tell Telloh, antiguo Ngirsu, al final del período prehistórico El Obeid de Mesopotamia, c. 4000 a. C.
El motivo también ocupa un lugar destacado en la parte superior del famoso cuchillo de Gebel el-Arak, un cuchillo de marfil y pedernal que data del período Naqada II d de la prehistoria egipcia, que comenzó c. 3450 a. C. Aquí una figura vestida de Mesopotamia, a menudo considerada como un dios, lucha con dos leones. Se ha relacionado con el famoso sello Pasupati de la civilización del valle del Indo (2500-1500 aC), que muestra una figura sentada en una postura de yoga, con un tocado con cuernos (o cuernos) y rodeada de animales. Esto, a su vez, está relacionado con una figura en el caldero de Gundestrup, que se sienta con las piernas parcialmente cruzadas, tiene astas, está rodeada de animales y agarra una serpiente en una mano y un torque en la otra. Este famoso y desconcertante objeto probablemente data del 200 a. C., o posiblemente hasta el 300 d. C., y aunque se encontró en Dinamarca, quizás se fabricó en Tracia.
Una forma del motivo del maestro de los animales aparece en una hebilla de cinturón medieval temprana de Kanton Wallis, Suiza, que representa la figura bíblica de Daniel entre dos leones.
La tapa de la bolsa del entierro de Sutton Hoo de aproximadamente 620 d. C. tiene dos placas con un hombre entre dos lobos, y el motivo es común en el arte anglosajón y en los estilos medievales tempranos relacionados, donde los animales generalmente permanecen agresivos. Otros ejemplos notables del motivo en el arte germánico incluyen una de las placas de Torslunda y cascos de Vendel y Valsgärde.
En el arte de Mesopotamia, el motivo aparece muy temprano, por lo general con un héroe desnudo, por ejemplo en Uruk en el período Uruk (c. 4000 a 3100 a. C.), pero habría pasado de moda en Mesopotamia en el siglo VII a. C. En los bronces de Luristán, el motivo es extremadamente común y, a menudo, muy estilizado. En cuanto a su composición, el motivo del maestro de los animales se compara con otro motivo muy común en el arte del antiguo Cercano Oriente y el Mediterráneo, el de dos animales enfrentados flanqueando y pastando en un Árbol de la vida.

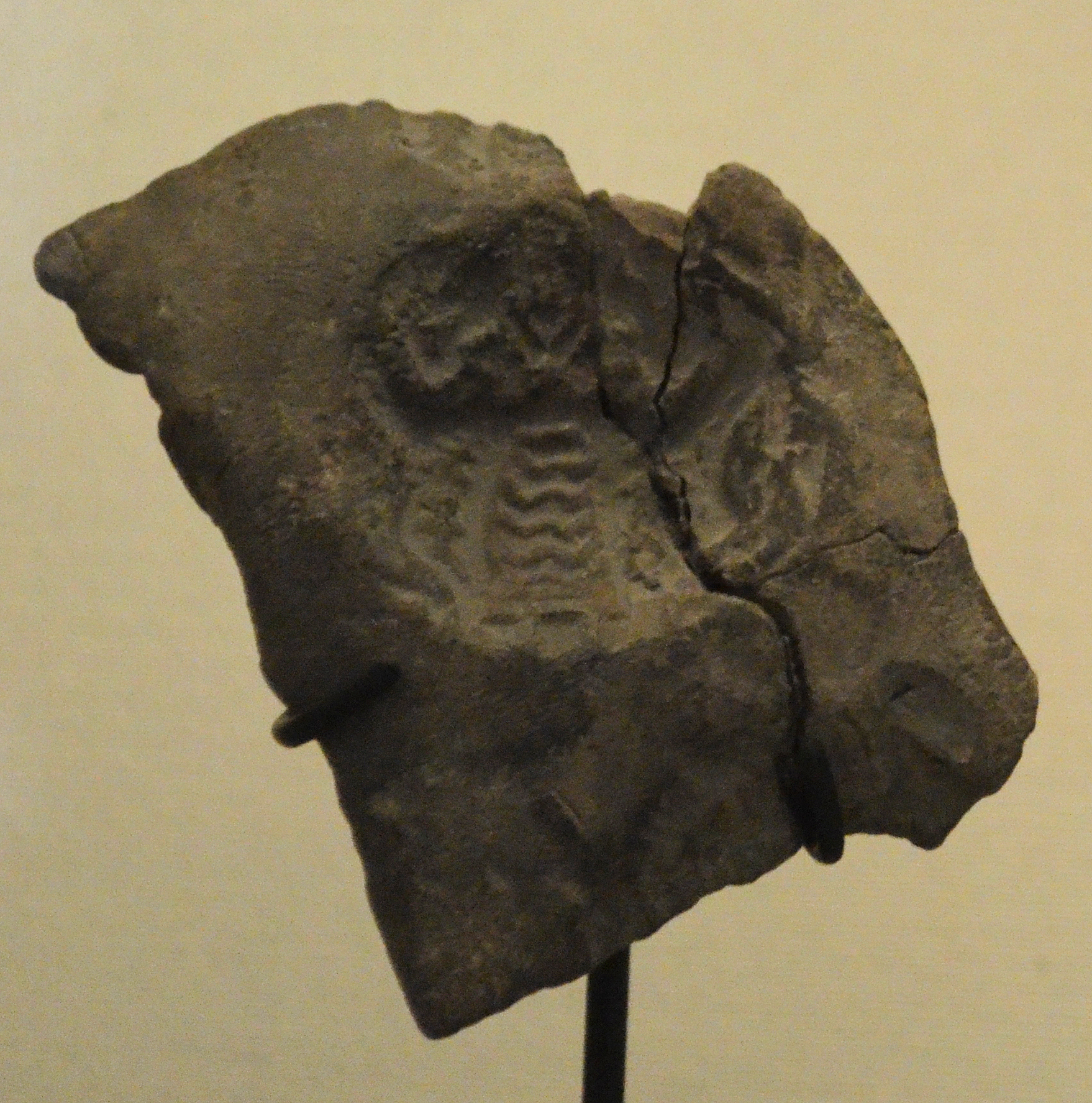
Maestro de animales, Susa I (4200-3800 a.C.), Museo del Louvre
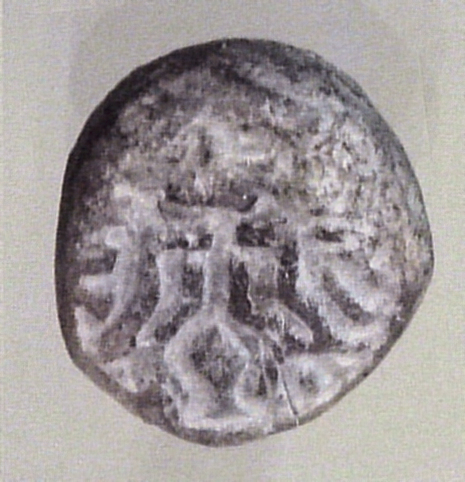
Sello de terracota con motivo del Maestro de los animales, Tell Telloh, antiguo Girsu, fin del período El Obeid, c. 4000 AC.
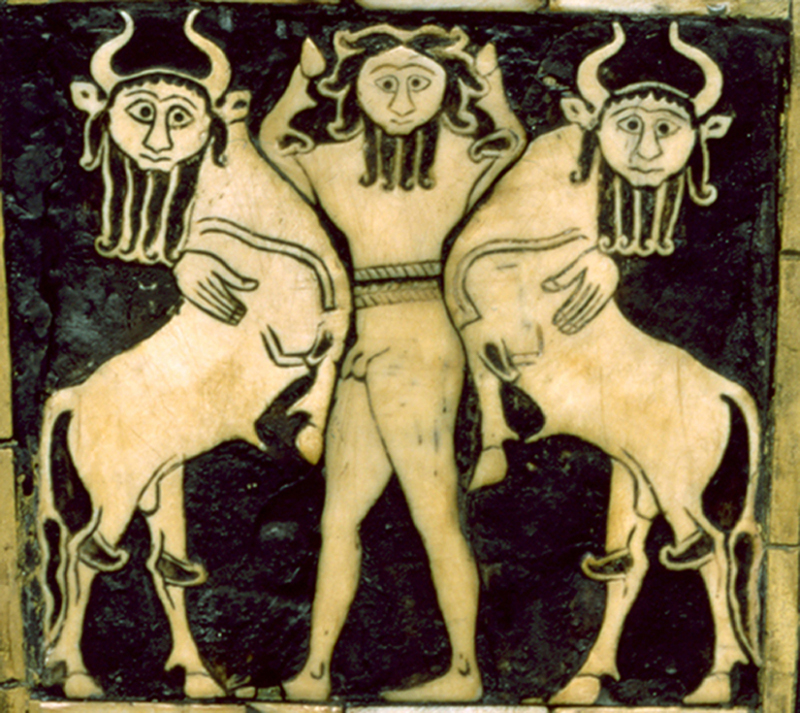
Maestro protector en las liras de Ur. Fechado alrededor del 2600 a. C.
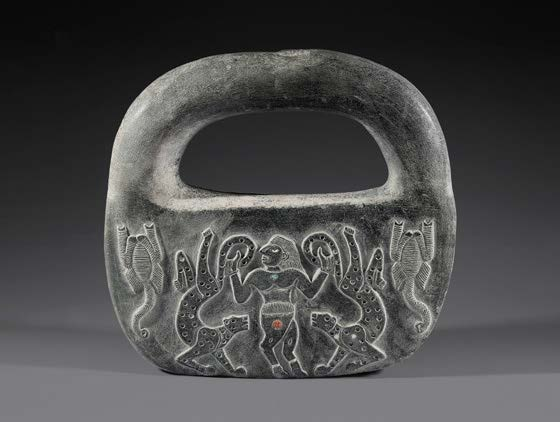
Clorita, cultura de Jiroft (Irán), ca. 2500 a. C., Edad del Bronce I.
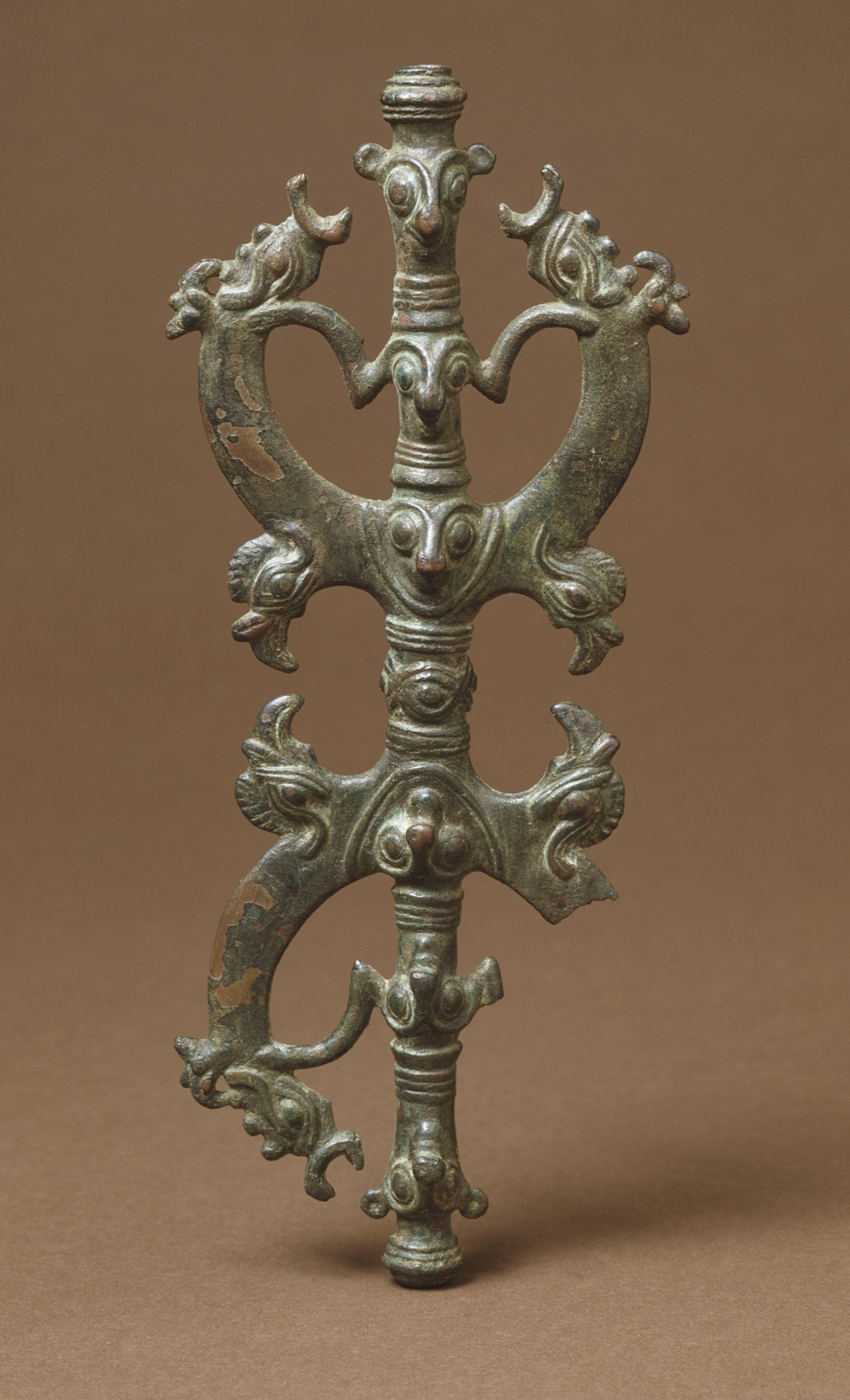
Remate de bronce de Luristán en forma del maestro de los animales
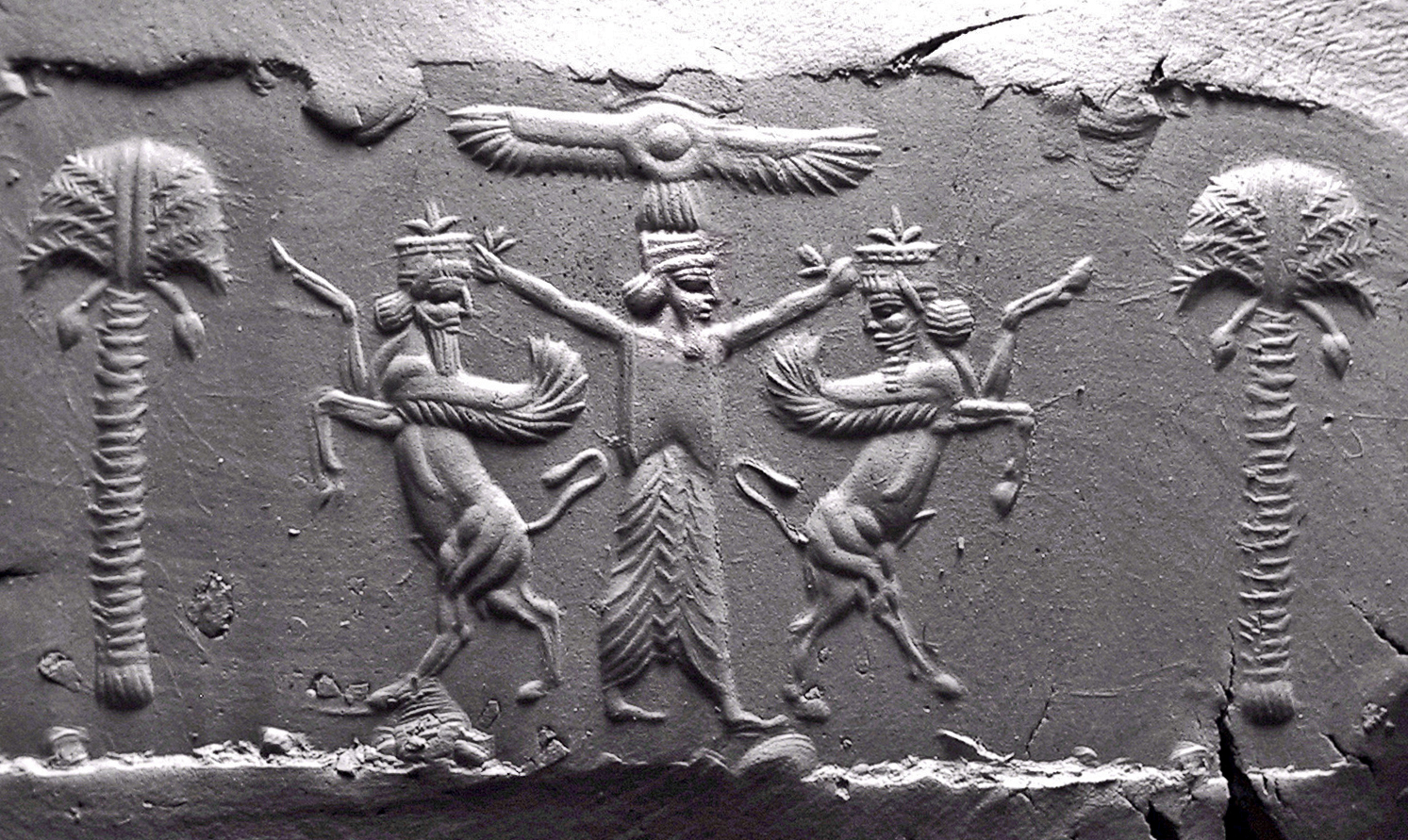
Impresión del sello aqueménida con el rey persa sometiendo a dos lamassu mesopotámicos
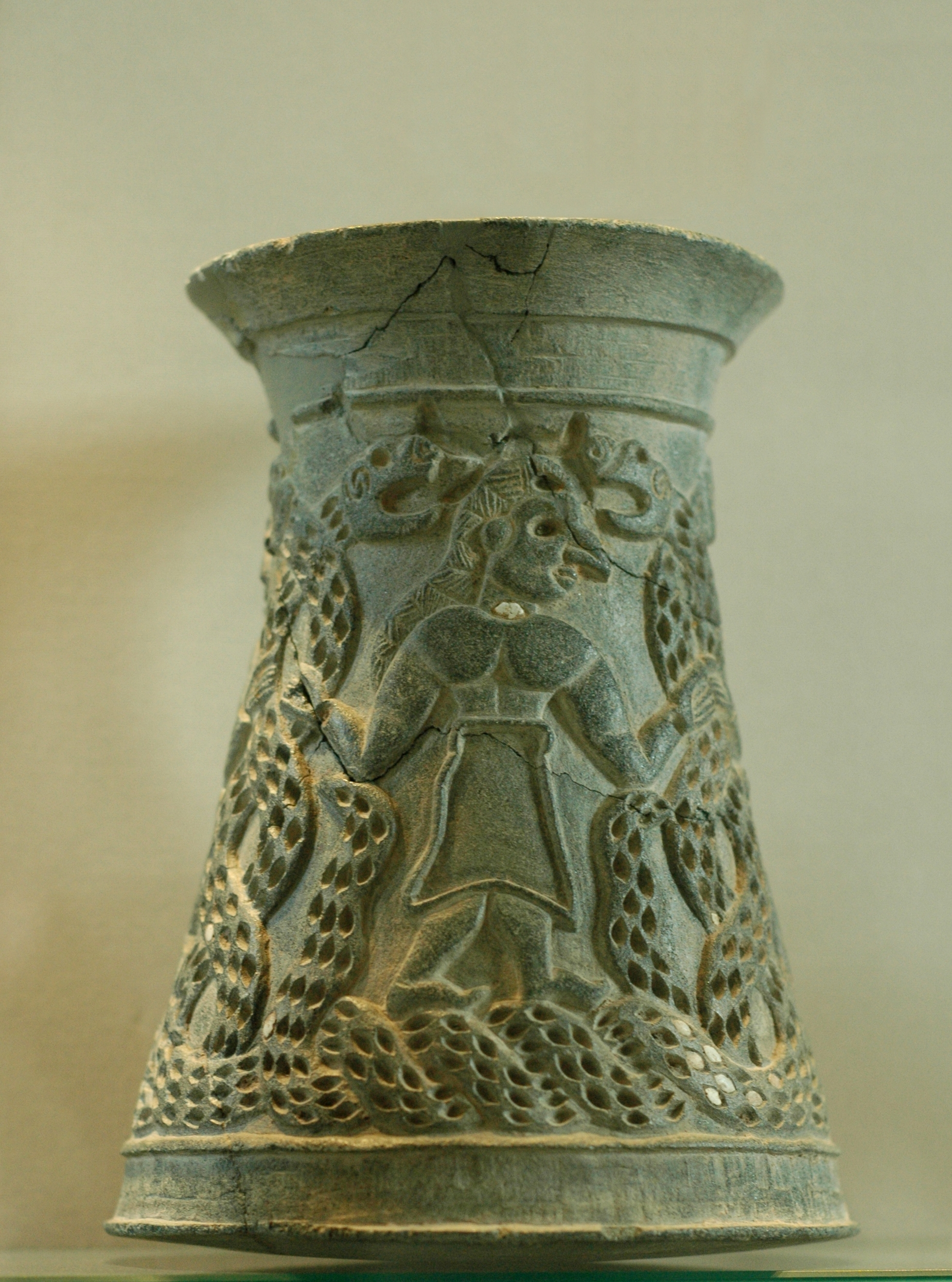
Maestro de animales iraní con dos serpientes
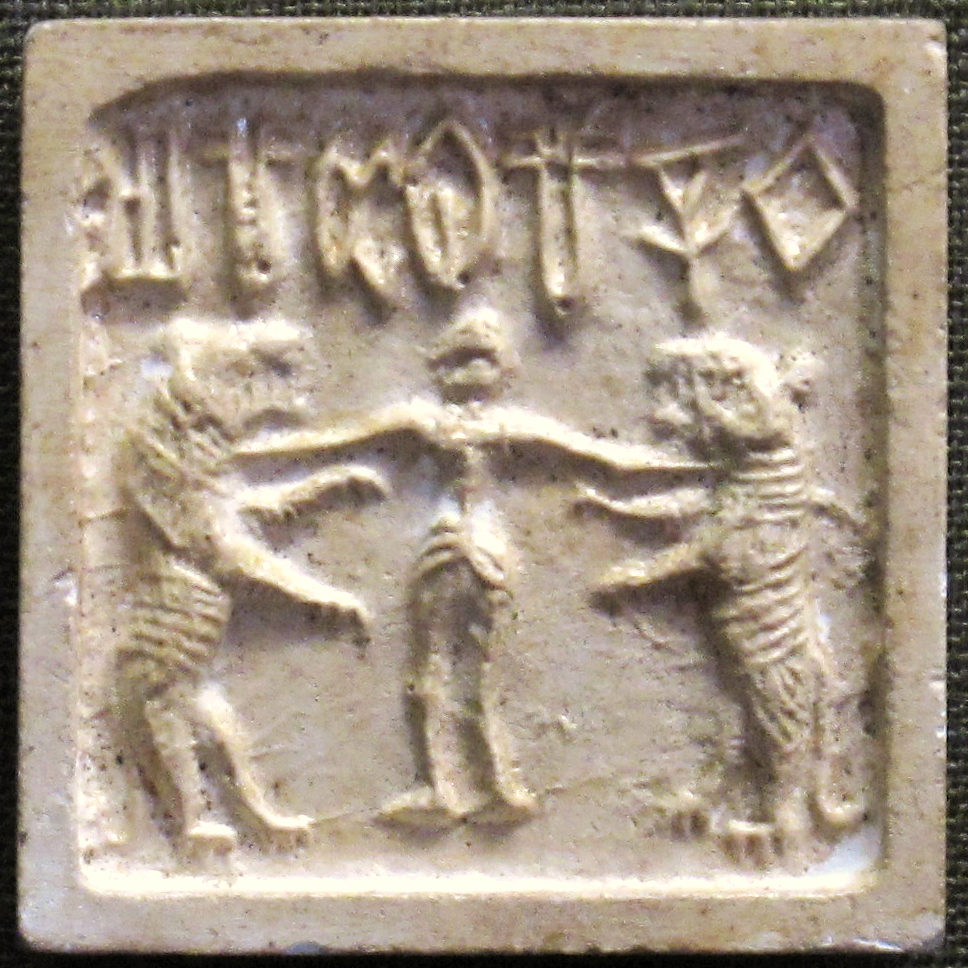
Sello de la civilización del valle del Indo, con un hombre luchando contra dos leones (2500-1500 aC).
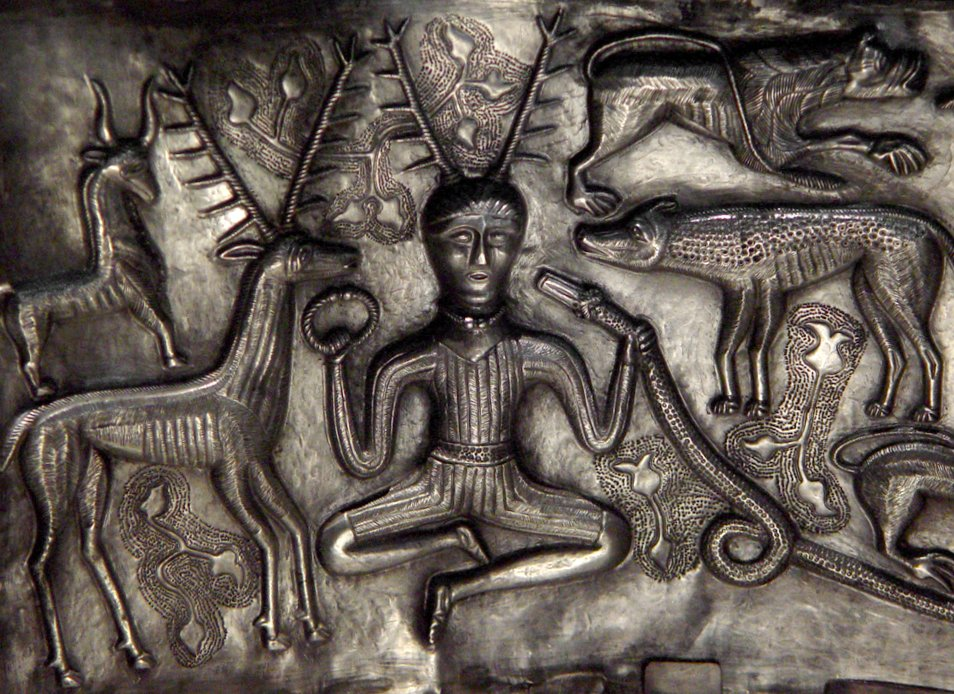
Detalle de la figura del asta del caldero de Gundestrup
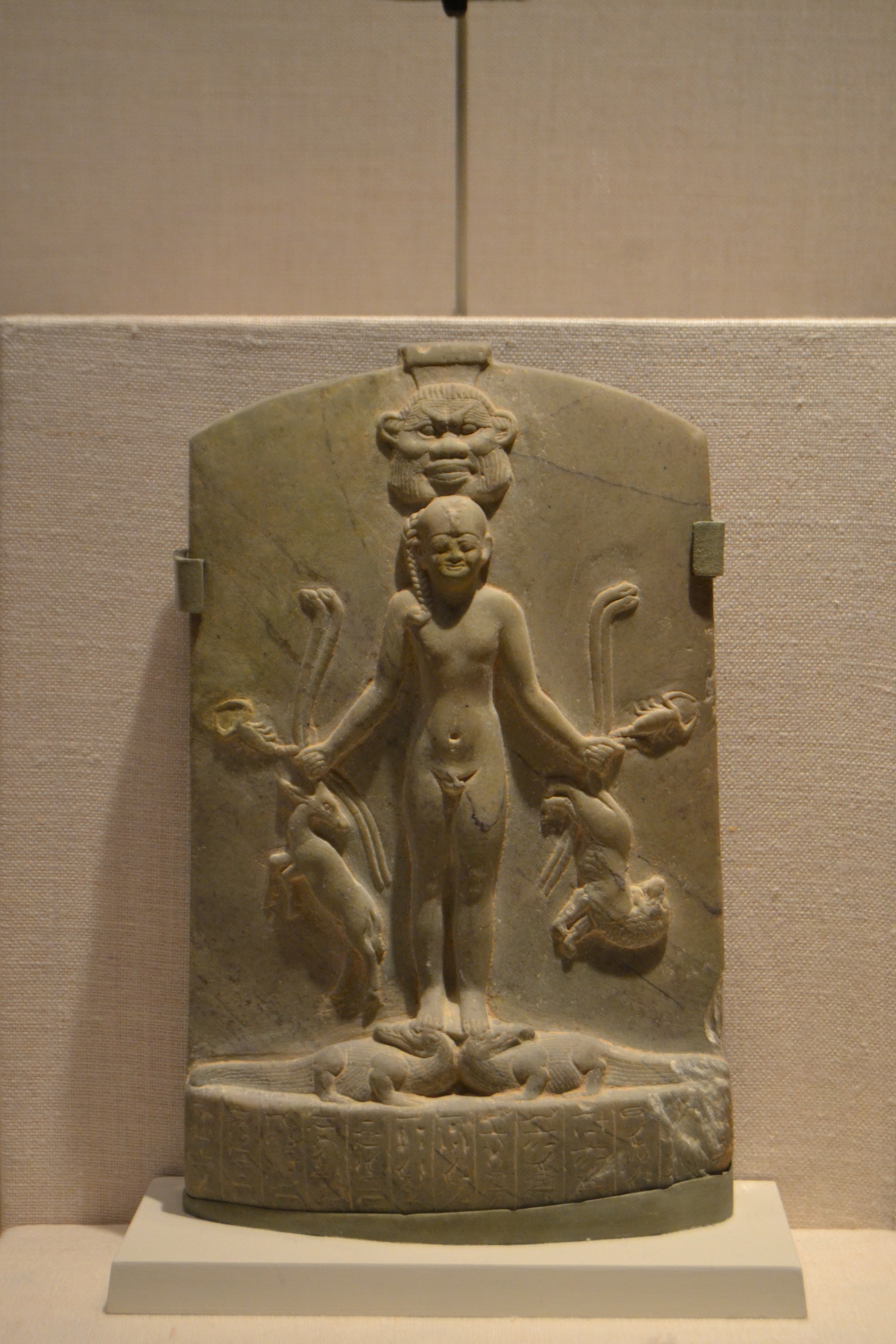
Período ptolemaico (305-30 a. C.) Cippus egipcio de Horus (Museo de Bellas Artes de Boston)
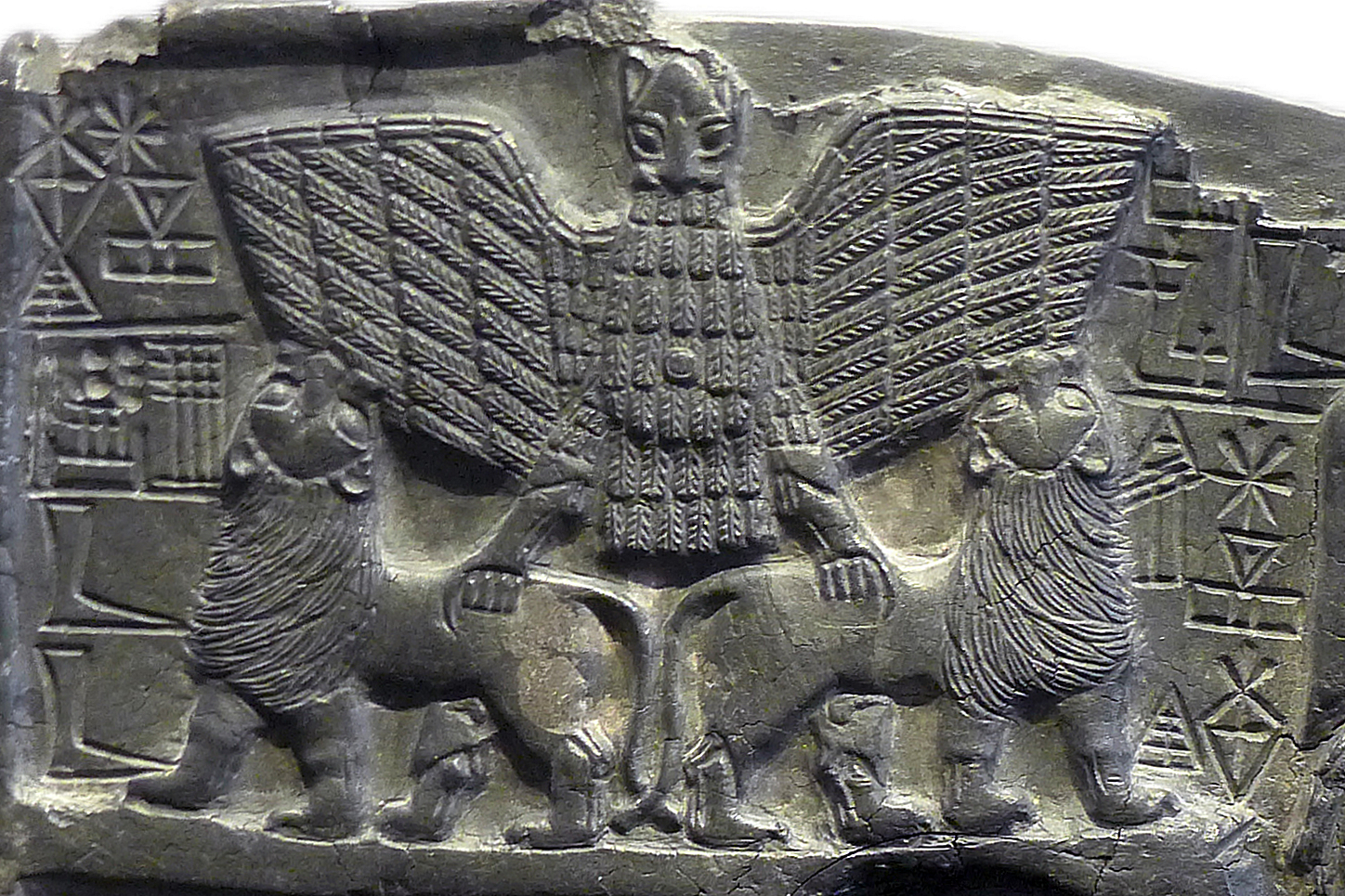
El Anzû, símbolo de Lagash, águila con cabeza de león y alas extendidas, en tiempo de Entemena.

## Figuras divinas

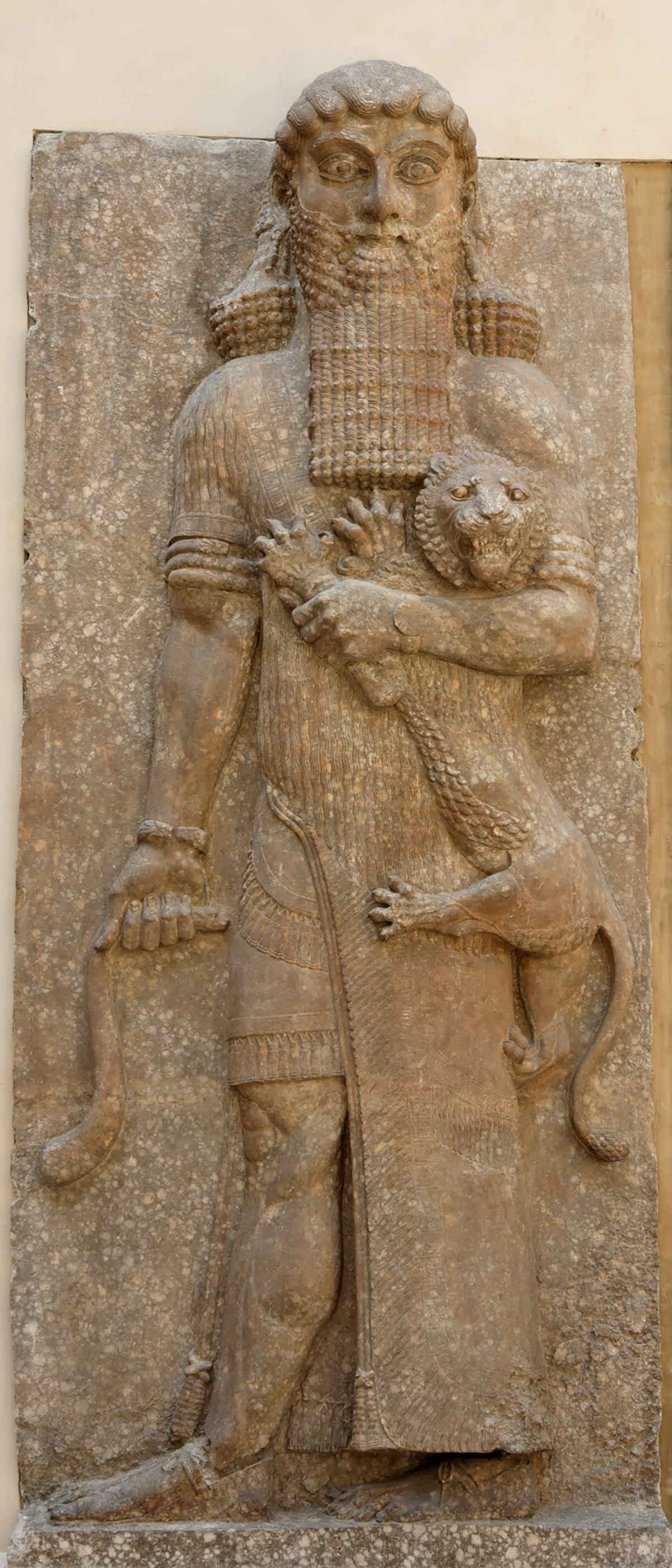
Héroe asirio agarrando un león y una serpiente

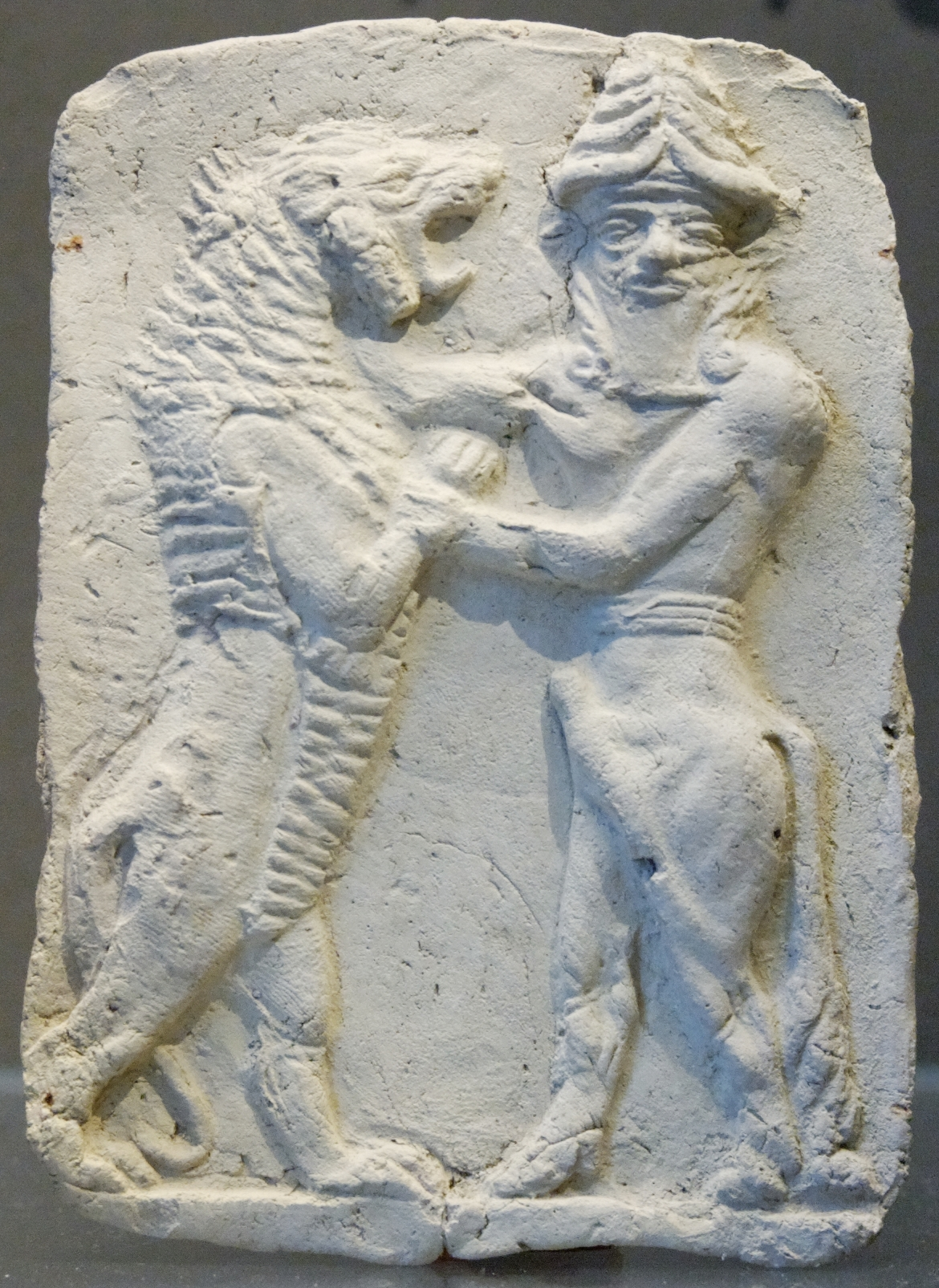
Solo hombre toro luchando con un león, Mesopotamia, tercer milenio antes de Cristo

Aunque tales figuras no son todas, o incluso usualmente, deidades, el término también puede ser un nombre genérico para varias deidades de una variedad de culturas con relaciones cercanas al reino animal o en parte forma animal (en culturas donde eso no es la norma). Estas figuras controlan a los animales, generalmente salvajes, y son responsables de su continua reproducción y disponibilidad para los cazadores. A veces también tienen equivalentes femeninos, la así llamada Señora de los Animales.
Muchos ejemplos mesopotámicos pueden representar a Enkidu, una figura central en la antigua epopeya de Gilgamesh. Todos pueden tener un precursor de la Edad de Piedra que probablemente fue la deidad de un cazador. Muchos se relacionan con la deidad astada de la caza, otro tipo común, tipificado por Cernunnos, y una variedad de dioses ciervo, toro, carnero y cabra. Sin embargo, los dioses con cuernos no son universales y en algunas culturas tienen dioses, como Arktos podría asumir el papel, o incluso las deidades más antropomórficas que lideran la Cacería salvaje. A estas figuras también se las conoce como señor del bosque o señor de la montaña.
El dios griego que se muestra como amo de los animales suele ser Apolo, el dios de la caza. Shiva tiene el epíteto Pasupati significa "señor de los animales", y estas figuras pueden derivar de un arquetipo. El capítulo 39 del Libro de Job se ha interpretado como una afirmación del Dios de la Biblia hebrea como amo de los animales.